# Colección Bizantina y Posbizantina de Síkinos
La Colección Bizantina y Posbizantina de Síkinos es una colección o museo de Grecia ubicada en la pequeña isla de Síkinos, del archipiélago de las Cícladas.
Se encuentra en el edificio de la comunidad local de Síkinos, en el Kastro de Jora. Expone, a través de una serie de objetos,  aspectos relacionados con los dos periodos de mayor prosperidad de la isla: los siglos XIII y XIV, en los que Síkinos llegó a tener hasta seis templos bizantinos decorados con pinturas al fresco, y por otra parte, los siglos XVII al XIX. Es destacable lo relacionado con el principal monumento de la isla, que era originalmente un mausoleo romano pero posteriormente se convirtió en un templo cristiano.